# Långbergskullarna
Långbergskullarna är ett naturreservat i Umeå kommun i Västerbottens län.
Området är naturskyddat sedan 2016 och är 400 hektar stort. Reservatet omfattar Nörd-Långbergskullen och består av grandominerade barrnaturskogar, hällmarkstallskogar samt klapperstensfält i söder och ovanför den finns en tunnelgrotta och en lång skreva. 

## Galleri

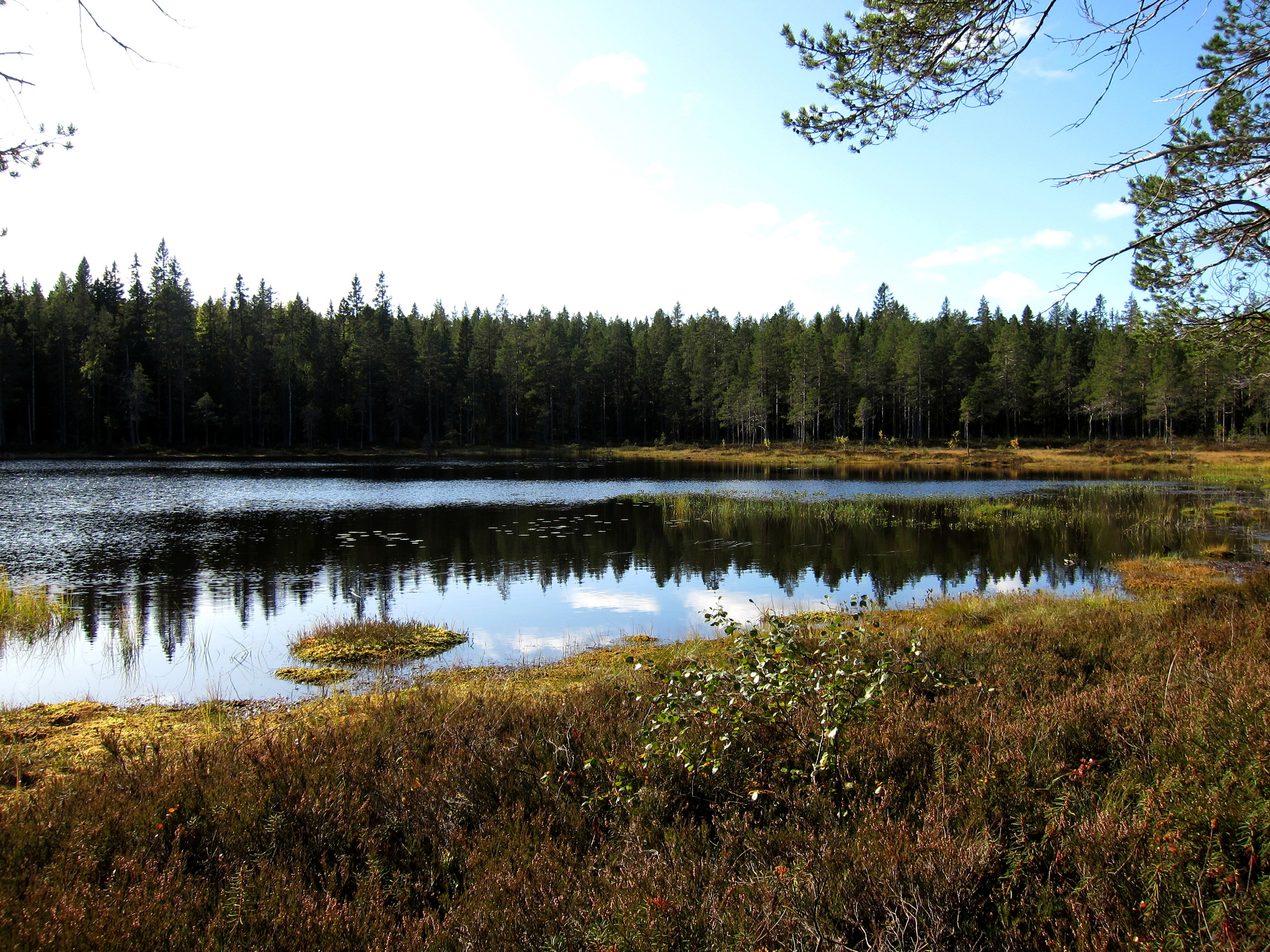
Aldertjärnen.
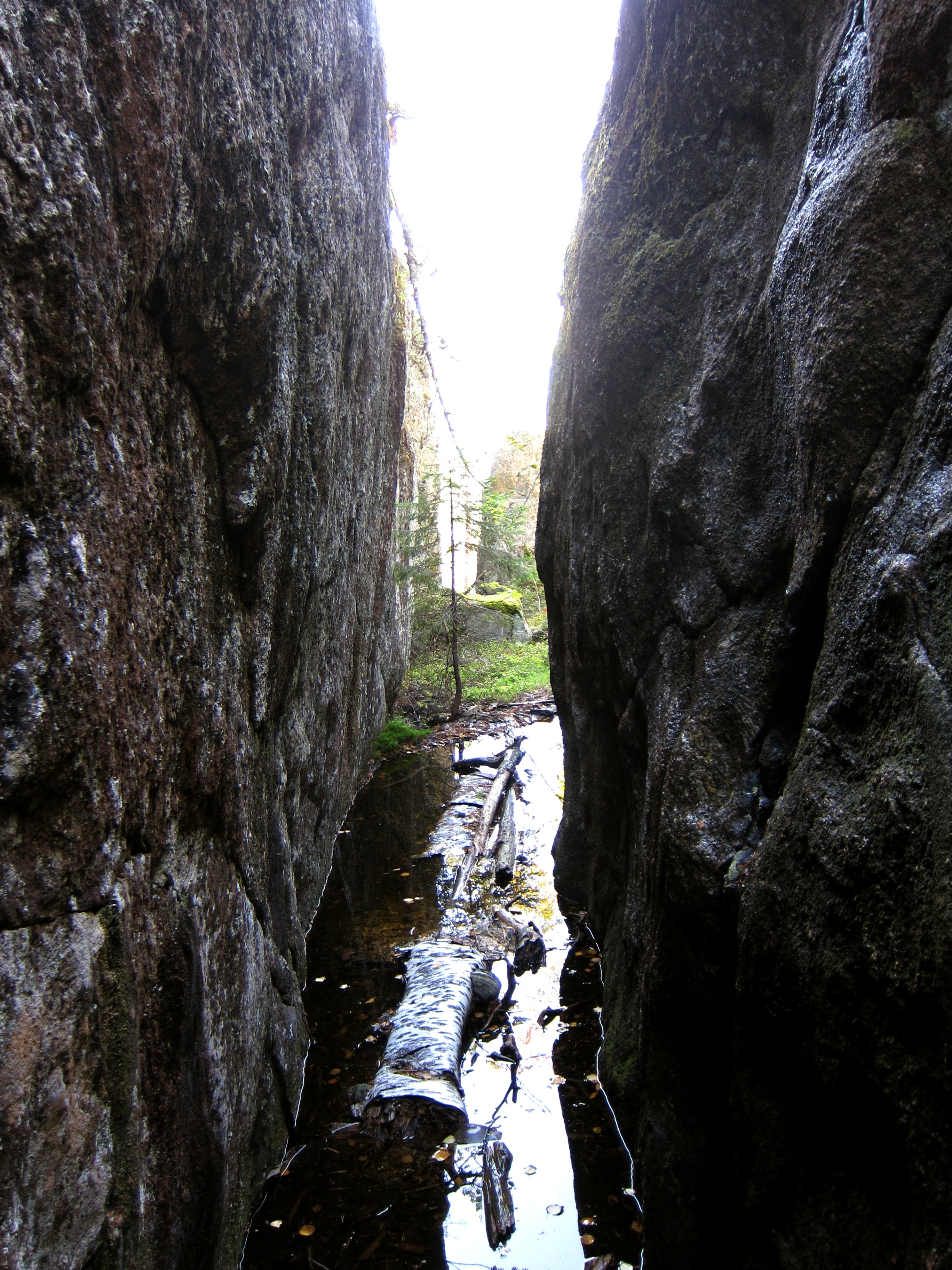
Södra grottan
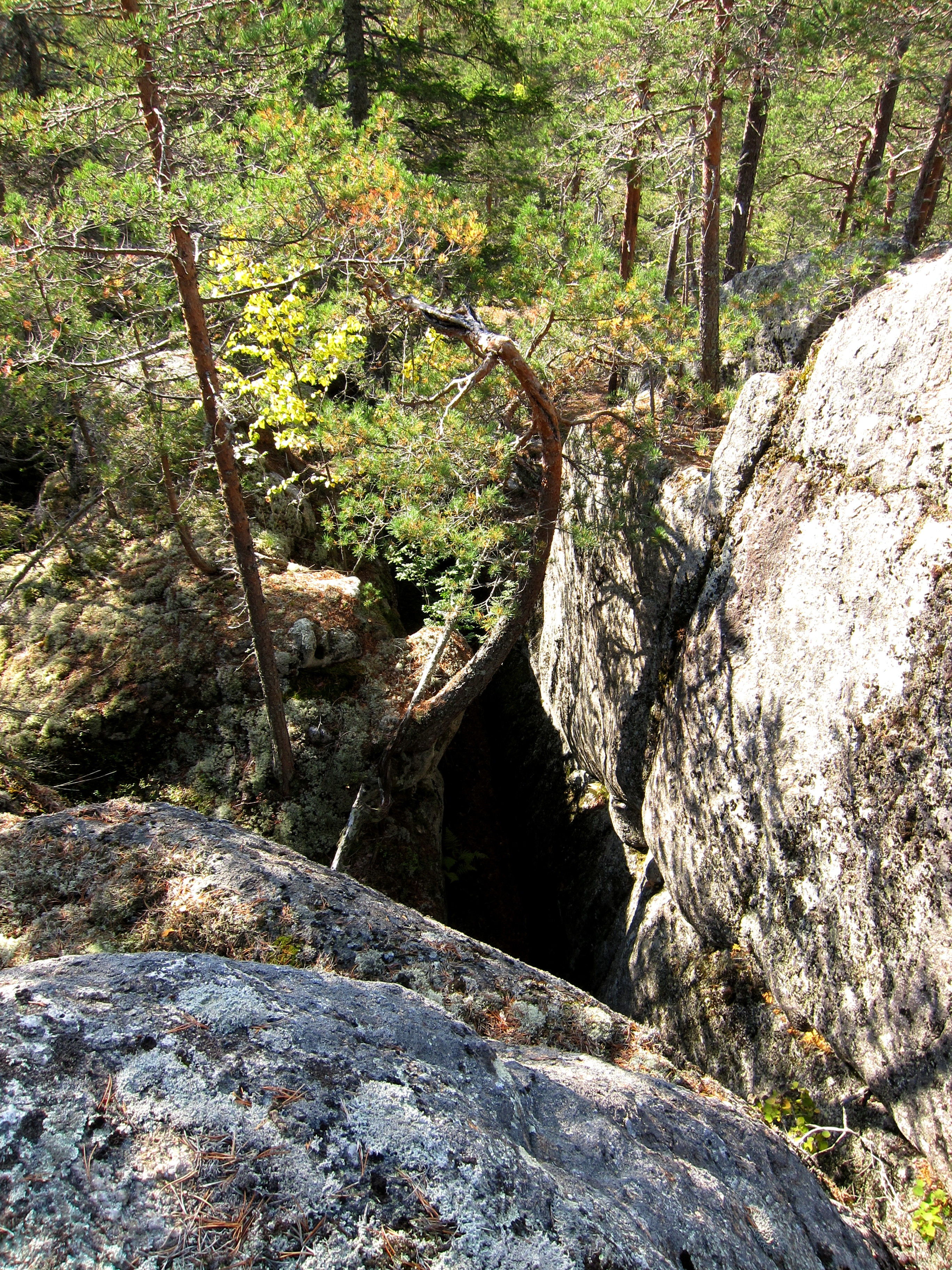
Norra grottan
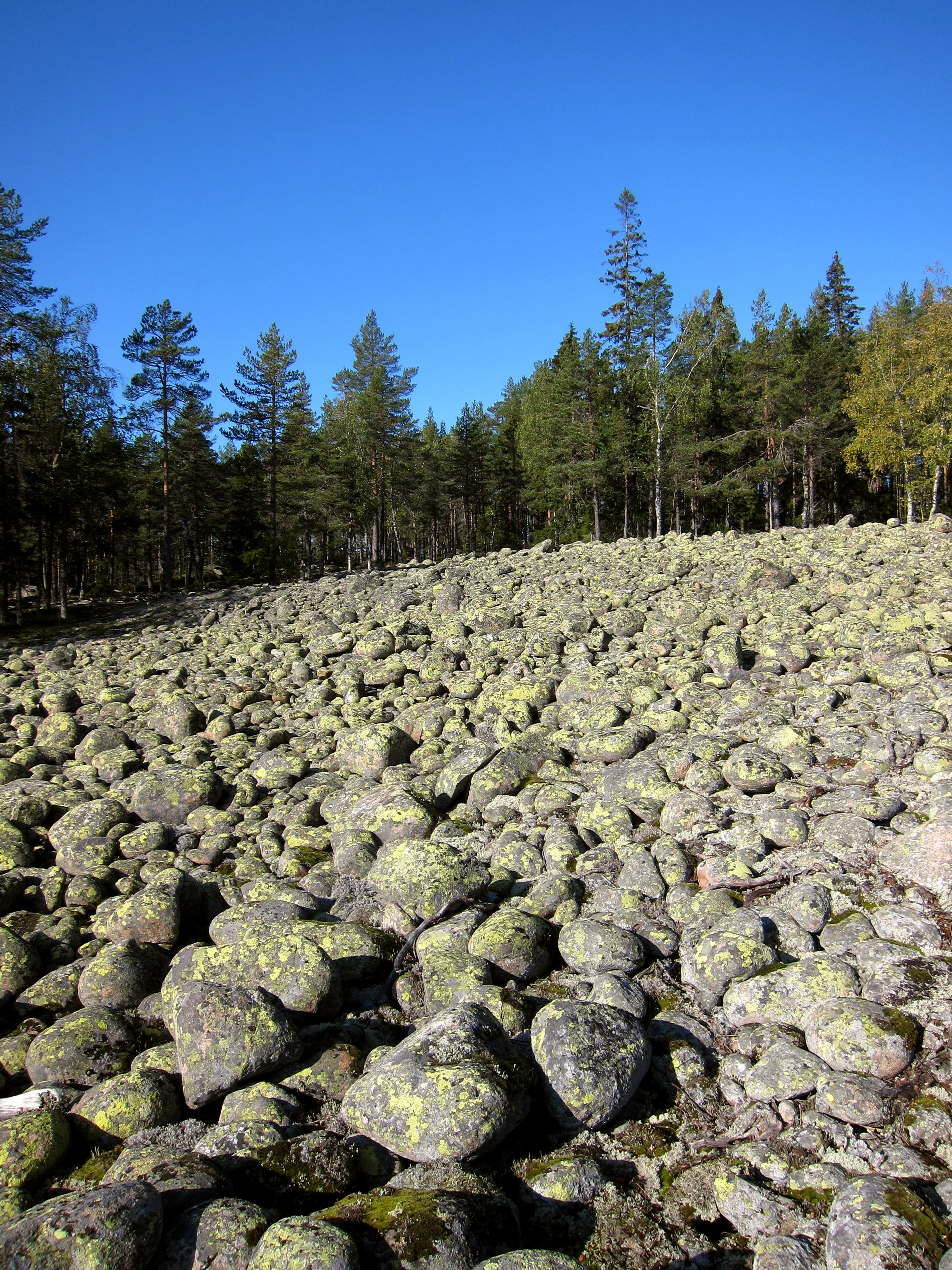
Det stora klapperstensfältet